# Young the Giant
Young the Giant est un groupe de rock indépendant américain, originaire d'Irvine, en Californie. Formé en 2004, le groupe rassemble Sameer Gadhia (chant), Jacob Tilley (guitare), Eric Cannata (guitare), Payyam Doostzadeh (basse), et François Comtois (batterie). Anciennement connu sous le nom de The Jakes, Young the Giant est signé sous le label Roadrunner Records en 2009, et sort son album éponyme en 2010. Les deux premiers singles du groupe, My Body et Cough Syrup, atteignent le top 5 du classement américain des chansons alternatives.

## Biographie

### Débuts (2004–2009)
The Jakes est formé en 2004 à Irvine, en Californie. Comprenant Jacob Tilley, Addam Farmer, Kevin Massoudi, Ehson Hashemian, et Sameer Gadhia, le nom du groupe est un acronyme formé par les prénoms des membres du groupe. Après plusieurs changements personnels, la formation du groupe comprend, en 2008, Gadhia (né le 10 juillet 1989), Tilley, Hashemian, Eric Cannata, François Comtois (né le 20 mai 1988), et Jason Burger. Avec deux membres encore au lycée, le groupe enregistre un premier EP, Shake My Hand, avec le producteur Ian Kirkpatrick. Les membres décident individuellement de mettre leurs études de côté et de se consacrer à la musique. Burger quitte le groupe pour la Manhattan School of Music à New York, et Comtois endosse la batterie. Peu après, leur ami et collaborateur Payam Doostzadeh les rejoint comme bassiste.
En 2009, le groupe joue quatre concerts au festival South by Southwest d'Austin. La chanson du groupe, Texas Tea, est jouée lors d'un épisode de The Real World: Brooklyn sur MTV, et Paid the Piper est jouée dans The Beast sur A&E. Une autre chanson, Cough Syrup, est diffusée sur la chaine de radio KROQ de Los Angeles. Peu avant leur signature avec Roadrunner Records en août, le claviériste Ehson Hashemian quitte le groupe,. En décembre 2009, le groupe annonce avoir changé de nom pour Young the Giant.

### Young the Giant(2010–2013)

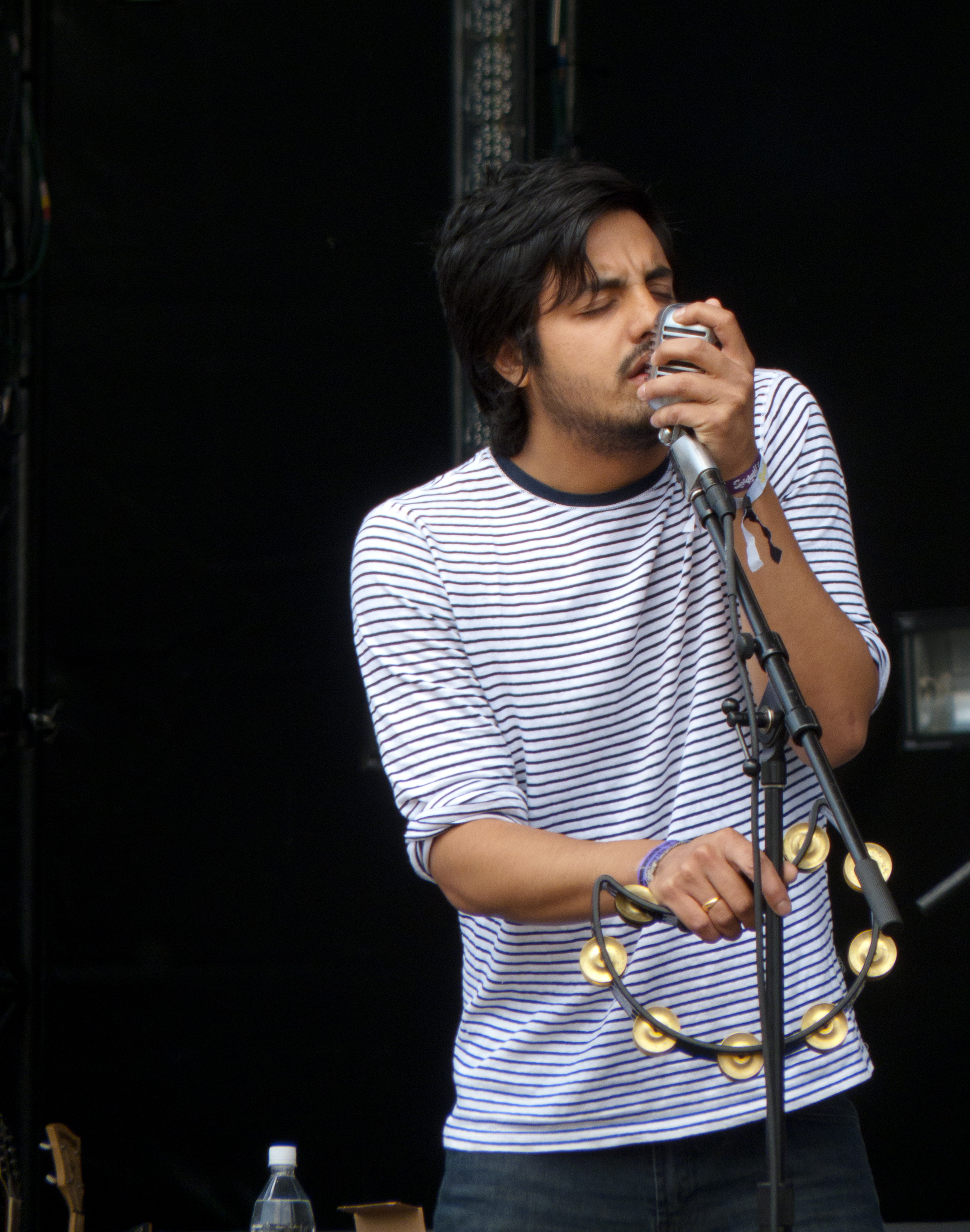
Sameer Gadhia au Sasquatch! Music Festival en 2011.

The Jakes changent officiellement de nom pour Young the Giant en janvier 2010 pendant la production de leur album éponyme. Young the Giant passe l'année 2010 à ouvrir pour Minus the Bear et Steel Train en travaillant sur leur premier album avec Joe Chiccarelli aux Sunset Sound Studios de Los Angeles. Ils adoptent une approche old-school pour leur album. Après avoir terminé les enregistrements de l'album en début juin, le groupe joue d'autres concerts avec Marina and the Diamonds, The Futureheads, Neon Trees et New Politics,,. Plusieurs chansons — comme My Body, I Got, et Strings — filtreront sur Internet avant la sortie de l'album,,. Le 26 octobre, Roadrunner Records publie l'éponyme Young the Giant en téléchargement payant qu'Amazon.com liste comme troisième meilleur album rock de 2010. L'album est publié physiquement aux États-Unis le 25 janvier 2011 et au Royaume-Uni le 2 mai.
Le premier single du groupe, My Body, est diffusée sur les rondes américaines en janvier et atteint la cinquième place des Billboard Alternative Songs. iTunes offrira la chanson gratuitement le 9 janvier, et elle sera incluse dans un épisode de American Idol. Le groupe participe aussi à l'émission Jimmy Kimmel Live! sur ABC et The Daily Habit sur Fuel TV,. Le clip officiel du single, qui fait participer l'acteur Bryan James, est réalisé par Justin Francis. En mars, Young the Giant joue en tête d'affiche au Billboard Showcase au South by Southwest d'Austin, Texas,. En mai, le groupe joue au Sasquatch! Music Festival, au Later... with Jools Holland sur la BBC, et au Great Escape Festival de Brighton,. Le clip de leur deuxième single, Cough Syrup, est réalisé en juin. Le groupe est nommé groupe PUSH de l'année par MTV le 4 juillet.
Un EP comprenant des remixes de groupes comme Two Door Cinema Club, Tokyo Police Club et Ra Ra Riot, est gratuitement publié en septembre sur la page Facebook des Giant. Les fans seront invités à créer leurs propres remixes. En août, le groupe joue sur la scène principale du Lollapalooza. Young the Giant joue aux MTV Video Music Awards le 28 août 2011. Le groupe commence une tournée avec Incubus deux jours plus tard. Leur performance aux VMA propulse Young the Giant à la 42e place du classement  Billboard 200. Les ventes de My Body décollent à 220 % sur iTunes, aidant le single à atteindre la 65e place du Billboard Hot 100,. Young the Giant joue à l'Austin City Limits Music Festival en septembre, et un mois plus tard, joue quelques chansons issues de leur premier dans un épisode du MTV Unplugged en novembre,. Apartment, leur troisième single, est publié en février 2011, et atteint la 26e place des Alternative Songs. Le clip de la chanson est diffusé en avril 2012. Le groupe joue Apartment et Cough Syrup dans un épisode de l'émission Today sur NBC, et au CNN Newsroom sur CNN,.
Le groupe publie le clip du single West Virginia en janvier 2012, et commence une tournée en février,. Ils tournent en tête d'affiche du tout premier Woodies Tour de mtvU.

### Mind over Matter(2013–2015)
Le 28 octobre 2013, Young the Giant publie It's About Time, le premier single de leur deuxième album, Mind over Matter. Le 9 décembre 2013, Young the Giant publie aussi Crystallized, un autre single de leur deuxième album. L'album est publié le 21 janvier 2014 via Fueled by Ramen. Le groupe recrute Justin Meldal-Johnsen pour la production de l'album. The New York Times le considère comme éclectique. En fin d'année, ils effectuent une tournée nord-américaine à commencer par South Burlington, VT, et ouvre pour Wildling.
En 2015, le groupe publie la chanson Mirrorball pour le Record Store Day.

### Home of the Strange(depuis 2016)
Le 15 avril 2016, le groupe publie la chanson Amerika, issue de leur troisième album, Home of the Strange, publié le 12 août 2016. Le premier single s'intitule Something to Believe In, qui est diffusé à la radio le 10 mai 2016. Une autre chanson de l'album, Titus Was Born, est publié, et accompagné d'un clip en juin 2016. La tournée de Young the Giant en soutien à l'album commence le 13 août 2016. Deux autres chansons issues de l'album, Jungle Youth, et Silvertongue, sont publiées quelques semaines avant la sortie du nouvel album.

## Membres

### Membres actuels
- Sameer Gadhia – chant, percussions, claviers, guitare (depuis 2004)
- Jacob Tilley – guitare, synthétiseur, mellotron (depuis 2004)
- Eric Cannata – guitare, chœurs, claviers (depuis 2007)
- Payam Doostzadeh – basse, synthétiseur, chant (depuis 2008)
- François Comtois – batterie, percussions, chœurs, (depuis 2007) basse (2004–2007)

### Anciens membres
- Ehson Hashemian – claviers, piano, synthétiseur (2004–2009)
- Jason Burger – batterie (2007)
- Sean Fischer – batterie (2004–2007)

## Discographie

### Albums studio
- 2010 : Young the Giant
- 2014 : Mind over Matter
- 2016 :  Home of the Strange[49]
- 2018 : Mirror Master
- 2022 : American Bollywood

### EP
- 2011 : Remix EP
- 2011 : iTunes Live from Soho [50]